# Кольє

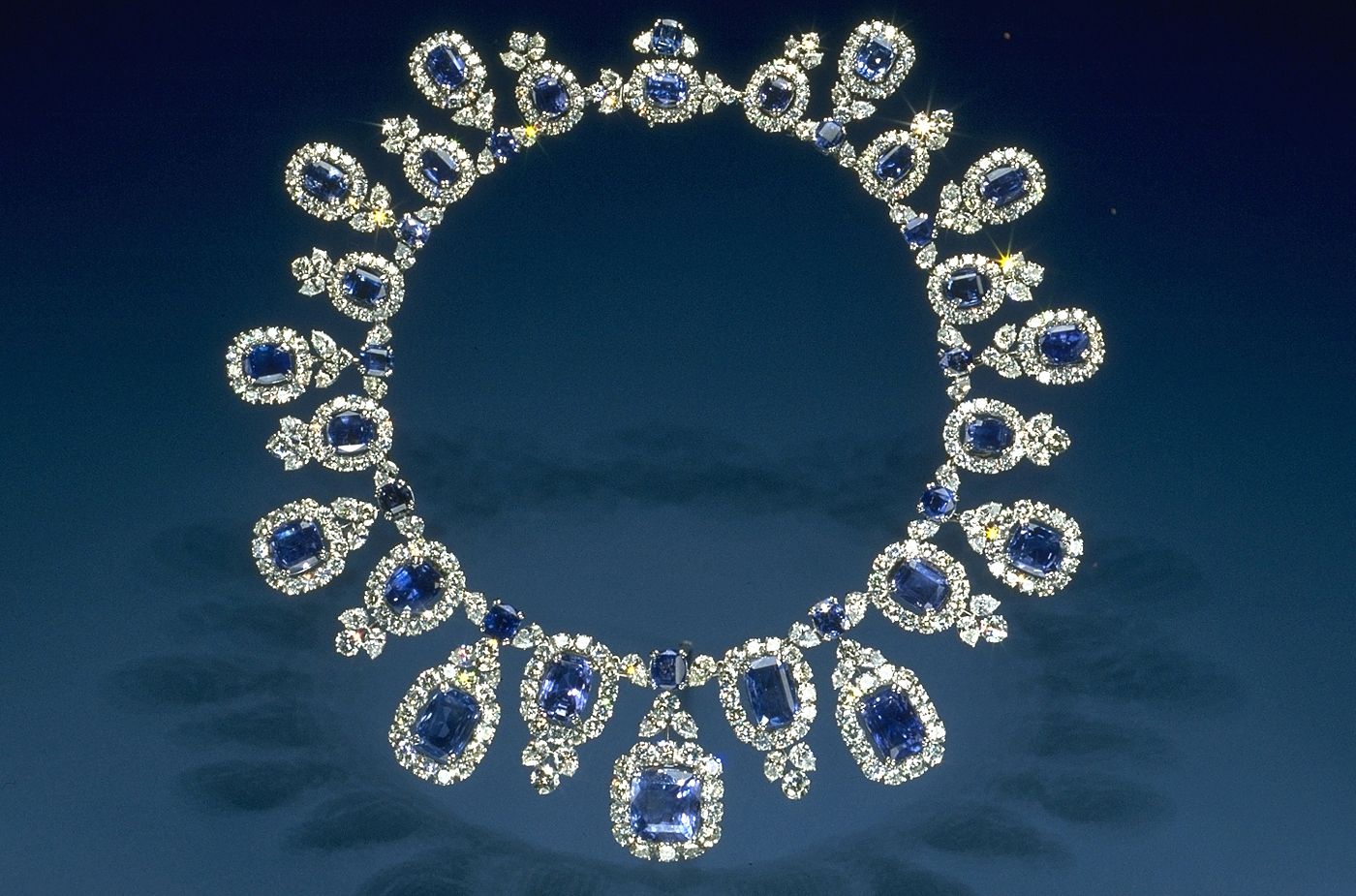
Кольє з сапфірів та діамантів

Кольє́ (фр. collier від лат. collare, пов'язаного з collum — «шия») — намисто з дорогоцінних каменів. Зокрема, для кольє використовують діаманти, рубін, смарагд, сапфір, олександрит, евклаз, благородний жадеїт (імперіал), опал та ін. камені.